# Stuttgarter Kammerorchester/Diskografie

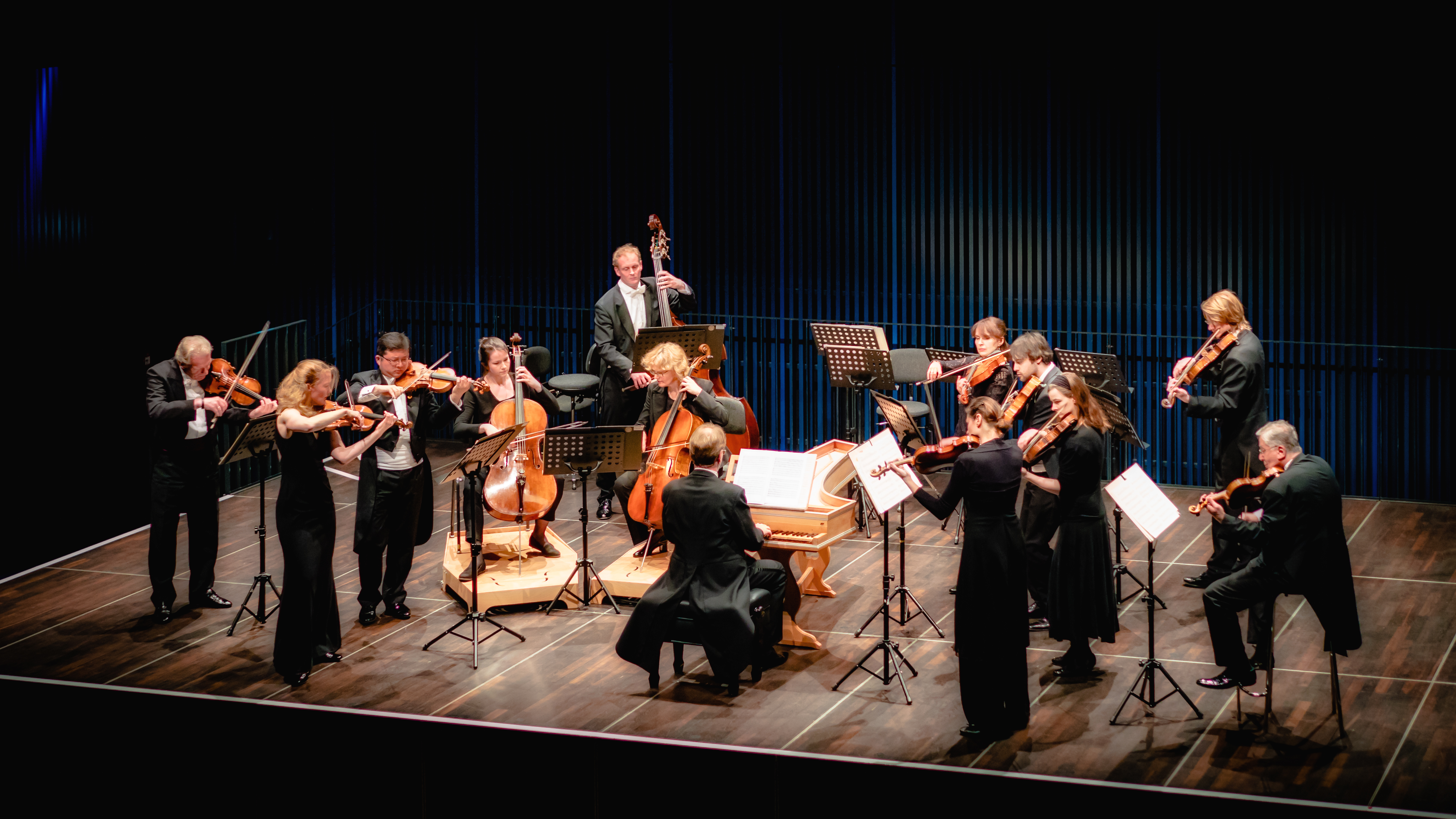
Das Stuttgarter Kammerorchester unter der Leitung von Susanne von Gutzeit (2018)

Diese Diskografie ist eine Übersicht über die musikalischen Werke des Stuttgarter Kammerorchesters.

## Übersicht
- J. S. Bach: Sakrale Meisterwerke Matthäus-Passion, Johannes-Passion, Messe in h-moll, Weihnachts-Oratorium, Magnificat; Oster-Oratorium; Dirigent: Karl Münchinger
- J. S. Bach: Große Orchesterwerke 6 Brandenburgische Konzerte, vier Orchestersuiten, Die Kunst der Fuge, Musikalisches Opfer; Dirigent: Karl Münchinger
- J. S. Bach: Weihnachts-Oratorium Dirigent: Karl Münchinger; Ameling, Watts, Pears, Krause Lübecker Kantorei
- J. S. Bach: Messe in h-moll Dirigent: Karl Münchinger; Ameling, Minton, Watts, Krenn, Krause, Wiener Sing-Akademie-Chor
- J. S. Bach: Matthäus-Passion Dirigent: Karl Münchinger; Ameling, Höffgen, Wunderlich, Pears, Prey, Krause, Stuttgarter Hymnus-Chorknaben
- J. S. Bach: Die Kunst der Fuge, Musikalisches Opfer Dirigent: Karl Münchinger
- J. CH. Bach / G. PH. Telemann: Sinfonien für Doppelorchester op. 18 Nr. 1–6, Don-Quichotte-Suite; Dirigent: Karl Münchinger
- G. F. Händel: Wassermusik, Feuerwerksmusik Dirigent: Karl Münchinger
- J. Haydn: Sinfonie Nr. 45 fis-moll, »Abschiedssinfonie« Dirigent: Karl Münchinger
- W. A. Mozart: Eine kleine Nachtmusik, Divertimento KV 136; u. a. Dirigent: Karl Münchinger
- A. Vivaldi: Die Vier Jahreszeiten, CORELLI: Weihnachtskonzert; Amoroso; Dirigent: Karl Münchinger; Werner Krotzinger, Werner Keltsch, J. R. Koelble, Violinen; S. Barchet, Cello; J. P Rampel, Flöte
- W. A. Mozart: Lodronische Nachtmusiken Dirigent: Karl Münchinger
- Vivaldi, Dvořák, Schönberg: Serenade, Verklärte Nacht; u. a. Dirigent: Martin Sieghart Herwig Zack, Wolfgang Kussmaul, Violinen
- J. S. Bach: Messe h-moll BWV 232 Dirigent: Helmuth Rilling; Sonntag, Lipovšek, Crook, Schmidt, Gächinger Kantorei
- Fagotto concertante Fagottkonzerte von Mozart, Haydn, Villa-Lobos, Françaix, Gershwin (Porgy and Bess Suite); Dirigent: Martin Sieghart; Milan Turković, Fagott
- J. Haydn: Missa in tempore belli Paukenmesse HOB. XXII:9
- J. M. Haydn: Requiem opus ultimum Dirigent: Helmuth Rilling; Gächinger Kantorei, Stuttgart Bach-Collegium Stuttgart und Stuttgarter Kammerorchester
- J. M. Kraus: Sinfonie c-moll (1783) Konzert für Violine und Orchester C-Dur, Sinfonie funèbre c-moll; Dirigent: Martin Sieghart; Edith Peinemann, Violine
- J. S. Bach: Messe in g-moll BWV 235 Messe in G-Dur BWV 236; Dirigent: Helmuth Rilling; Gächinger Kantorei Stuttgart Bach-Collegium Stuttgart und Stuttgarter Kammerorchester
- J. Haydn: Sinfonien Sinfonie Nr. 47 G-Dur, Nr. 62 D-Dur, Nr. 75 D-Dur; Dirigent: Martin Sieghart Lachrymae P. HINDEMITH: Trauermusik, B. BRITTEN: Lachrymae op. 48aK. PENDERECKI: Konzert für Viola und Kammerorchester; Dirigent: Dennis Russell Davies; Kim Kashkashian, Viola
- G. B. Pergolesi: Missa Romana, Salve Regina, Magnificat; Dirigent: Martin Sieghart; Röschmann, Rubens, Seber, Schubert, Judenkov, Rosen, Fischer, Prager Kammerchor
- Schubert / Mozart: Ouverture c-moll, Fünf Deutsche Tänze, Eine kleine Nachtmusik KV 525, Serenata notturna KV 239; Dirigent: Shuya Okatsu; Herwig Zack, Wolfgang Kussmaul, Violinen
- Srawinsky: Pulcinella, Apollon Musagète, Concerto in ré; Dirigent: Martin Sieghart
- N. Jomelli: Didone abbandonata Dirigent: Frieder Bernius; Röschmann, Borst, Bach, Kendall, Taylor, Raunig
- G. Kancheli: Abii ne viderem Morning Prayers, Abii ne viderem, Evening Prayers; Dirigent: Dennis Russell Davies; Kim Kashkashian, Viola, N. Pschenitschnikova, AltflöteThe Hilliard Ensemble
- J. Haydn: Violinkonzerte; Dirigent: Christian Benda; Jean-Jacques Kantorow, Violine
- Musica Gallega Groba, QUIROGE, Gaos, Viano; Dirigent: Maximono Zumaleve; Herwig Zack, Violine, Gächinger Kantorei
- J. M. Kraus: Musica sacra Dirigent: Helmut Wolf; Philharmonia Chor Stuttgart
- W. A. Mozart: Konzert für zwei Klaviere und Orchester Es-Dur KV 365, Ballettmusik aus Idomeneo KV 367; Dirigent: Wolfgang Gönnenwein; Andreas Grau und Götz Schumacher, Klavier
- F. Schubert: Der Tod und das Mädchen C. M. v. WEBER: Quintett für Klarinette und Streichquartett; Dirigent: Andreas Weiser; Ulf Rodenhäuser, Klarinette
- Mozart Sinfonien Nr. 28 KV 200, Divertimenti KV 136–138; Dirigent: Martin Sieghart
- G. Kancheli; Midday Prayers, Caris Mere, Night Prayers; Dirigent: Dennis Russell Davies; E. Brunner, Klarinette, M. Deubner, Sopran, Kim Kashkashian, Viola, Jan Garbarek, Sopransaxophon
- DOLOROSA D. Schostakowitsch: Kammersinfonie Nr. 8 op. 110aP. VASKS: Musica dolorosa, A. SCHNITTKE: Trio Sonate; Dirigent: Dennis Russell Davies
- Philip Glass; Interlude aus Orphée, Concerto für Saxophon-Quartett und Orchester, Sinfonie Nr. 2 (ORF-Orchester, Wien); Dirigent: Dennis Russell Davies; Raschèr Saxophonquartett
- N. Jommelli: Il Vologeso Oper in 3 Akten (Gesamtaufnahme); Dirigent: Frieder Bernius; Waschinski, Odinius, Rossmanith, Schneidermann, Taylor, Bach
- F. Schubert: Lieder bearbeitet für Orchester von Max Reger; Dirigent: Dennis Russell Davies, Stachelhaus, Henschel
- W. A. Mozart: Klavierkonzert A-Dur KV 488, B-Dur KV 595, C-Dur KV 467Maurerische Trauermusik KV 477, Sinfonie Nr. 40 g-moll KV 550; Dirigent: Dennis Russell; Davies Keith Jarrett, Klavier
- W. A. Mozart: Sinfonie D-Dur KV 250 aus der Haffner-Serenade, W. A. MOZART: Sinfonie A-Dur KV 201; Dirigent: Dennis Russell Davies
- A. Rosetti: Sinfonien C-Dur und D-Dur, zwei Klavierkonzerte in G-Dur; Dirigent: Johannes Moesus, Nerine Barrett, Klavier
- F. Mendelssohn: Kirchenwerke VI Verleih uns Frieden Dirigent: Frieder Bernius Ziesak, Ritterbusch, Prégardien, Schwarz, Volle Kammerchor Stuttgart
- Keith Jarrett spielt Mozart Vol. 2, Klavierkonzert Nr. 20 d-moll KV 466, Nr. 17G-Dur KV 453, Nr. 9 Es-Dur KV 271, Adagio und Fuge c-moll KV 546; Dirigent: Dennis Russell Davies
- Die Röhre. Werke von Boccherini, Sammartini, Scarlatti, Händel, Vivaldi, Biber, Corelli; Benjamin Hudson, Violine und Leitung
- Bach / Reger: Orchestersuite h-moll für Flöte und Orchester, J. S. BACH / M. REGER: Suite g-moll, J. S. BACH / M. REGER: Aria O Mensch bewein dein Sünde groß; Dirigent: Dennis Russell Davies; Jean-Claude Gérard, Flöte
- Philip Glass: Sinfonie Nr. 3, Interlude Nr. 1 und Nr. 2 aus Civil Wars; Dirigent: Dennis Russell Davies
- P. Tschaikowsky: Serenade für Streicher op. 48 C-Dur, Souvenir de Florence op. 70 d-moll; Dirigent: Dennis Russell Davies
- J. S. Bach: Brandenburgische Konzerte BWV 1046–1051; Benjamin Hudson, Violine und Leitung; Robert Aldwinckle, Reinhold Friedrich u. a.
- J. S. Bach: Goldberg Variations BWV 988 Benjamin Hudson, Violine und Leitung
- J. S. Bach: Goldberg Variations BWV 988 Goldberg Jazz Variations; Benjamin Hudson, Violine und Leitung; Kálmán Oláh, KlavierMin i Schulz, Bass
- J. S. Bach: Art of Fugue BWV 1080 Benjamin Hudson, Violine und Leitung
- J. S. Bach: Concertos Vol. II g-moll, a-moll, E-Dur BWV 1056, 1041, 1042c-moll für Oboe und Violine BWV 1060, d-moll für zwei Violinen BWV 1043, D-Dur für drei Violinen BWV 1064; Benjamin Hudson, Violine und Leitung; Wolfgang Kussmaul, Midori Tanaka, Violinen, Clara Dent, Oboe
- J. Brahms: Sextet Sonatas (arr. Iain MacPhail nach op. 18 und op. 36); Benjamin Hudson, Violine und Leitung
- PH. J. Riotte: Klarinettenkonzert, Flötenkonzert, 1. Sinfonie; Dirigent: Gernot Schmalfuß, Dieter Klöcker, Klarinette, Kornelia Brandkamp, Flöte
- G. Ch. Wagenseil: Symphonies Vol. 2; Dirigent: Johannes Goritzki
- Philip Glass: Tirol Concerto für Klavier und Streicher 3 Sätze aus Passages; Dennis Russell Davies, Klavier und Leitung; Raschèr-Saxophon-Quartett
- Giya Kancheli: Diplipito für Violoncello, Countertenor und Orchester; Thomas Demenga, Cello, Derek Lee Ragin, Countertenor, Valse Boston für Klavier und Streicher, Dennis Russell Davies, Klavier und Leitung
- Igor Strawinsky: Monumentum pro Gesualdo di Verona, Danses Concertantes, Concerto en Ré, Apollon Musagète; Dirigent: Dennis Russell Davies
- G. F. HÄNDEL: ORGELKONZERTE Gesamtaufnahme, Christian Schmitt, Orgel, Nicol Matt, Leitung
- T. Albinoni: Complete Oboe Concertos op. 7 & 9, Stefan Schilli, Oboe; Dirigent: Nicol Matt
- L. Boccherini: Symphonies & Cello Concertos; Johannes Goritzki, Violoncello und Leitung
- F. Mendelssohn: Early Concertos for Violin and Piano; Dirigent: Michael Hofstetter; Dinorah Varsi, Klavier, Alexander Sitkovetsky, Violine
- W. A. Mozart: Piano Concertos Leon Fleisher, Klavier und Leitung; Katherine Jacobson Fleisher, Klavier
- F. Mendelssohn: The Complete String Symphonies; Dirigent: Michael Hofstetter
- J. Haydn: Sämtliche Symphonien Dirigent: Dennis Russell Davies
- J. S. Bach: Originalwerke und Arrangements; Dirigent: Michael Hofstetter; Magali Mosnier, Flöte
- Stuttgart Compositions: PACHELBEL, BECK, HUMMEL, ABERT, KELEMEN; Dirigent: Michael Hofstetter, Julia Neher, Viola, Renger Woelderink, Kontrabass
- J. S. Bach: Messe h-moll Dirigent: Joshard Daus; Wilsberg Lund, Brillembourg, Süß, Nolte, EuropaChorAkademie
- J. S. Bach: Klavierkonzerte BWV 1052-1058 Konstantin Lifschitz, Klavier
- THE EIGHT SOUNDS BEAMISH, STUCKY, YI; Dirigent: Robin Engelen; Raschèr Saxophon Quartet
- Sigismund von Rumling: Vier Sinfonien; Dirigent: Markus Korselt
- Musique Funèbre. Lutoslawski, Bartók. Dirigent: Dennis Russell Davies; Hungarian Radio Children’s Choir
- M. Eggert: The Raven Nevermore Music of Infinite Variety; Dirigent: Michael Hofstetter, Inga Humpe, Gesang, Adrian Iliescu, Violine, Moritz Eggert, Klavier
- A. Vivaldi: 7 with One Stroke Konzerte mit Solisten des SKO, Ariadne Daskalakis, Violine und Leitung
- Hornkonzerte QUANTZ, TELEMANN, FÖRSTER, HAYDN; Dirigent: Paul Meyer, Bruno Schneider, Horn, C. P. E. BACH: Hamburger Sinfonien Dirigent: Wolfram Christ
- F. Chopin: Piano Concertos arr. für Streichorchester Dirigent: Matthias ForemnyOlga Scheps, Klavier